# Vörös bozótposzáta
A vörös bozótposzáta (Locustella luteoventris) a verébalakúak (Passeriformes) rendjébe, ezen belül a tücsökmadárfélék (Locustellidae) családjába és a Locustella nembe tartozó faj. 13-15 centiméter hosszú. Bhután, India, Kína, Laosz, Mianmar, Nepál, Thaiföld és Vietnám bozótos, erdőszéli területein él, hegyvidéki állományai télen a délebbi völgyekbe vonulnak. Rovarokkal táplálkozik.

## Fordítás
- Ez a szócikk részben vagy egészben  a   Brown bush warbler című angol Wikipédia-szócikk fordításán alapul.  Az eredeti cikk szerkesztőit annak laptörténete sorolja fel. Ez a jelzés csupán a megfogalmazás eredetét és a szerzői jogokat jelzi, nem szolgál a cikkben szereplő információk forrásmegjelöléseként.